# Марьяновка (Хмельницкий район, Хмельницкая область)
Марья́новка (укр. Мар'янівка) — село в Хмельницком районе Хмельницкой области Украины.
Население по переписи 2001 года составляло 1790 человек. Почтовый индекс — 31310. Телефонный код — 382. Занимает площадь 10,586 км². Код КОАТУУ — 6825055502.

## Местный совет
31310, Хмельницкая обл., Хмельницкий р-н, пгт Чёрный Остров, ул. Октябрьская, 13

## Галерея

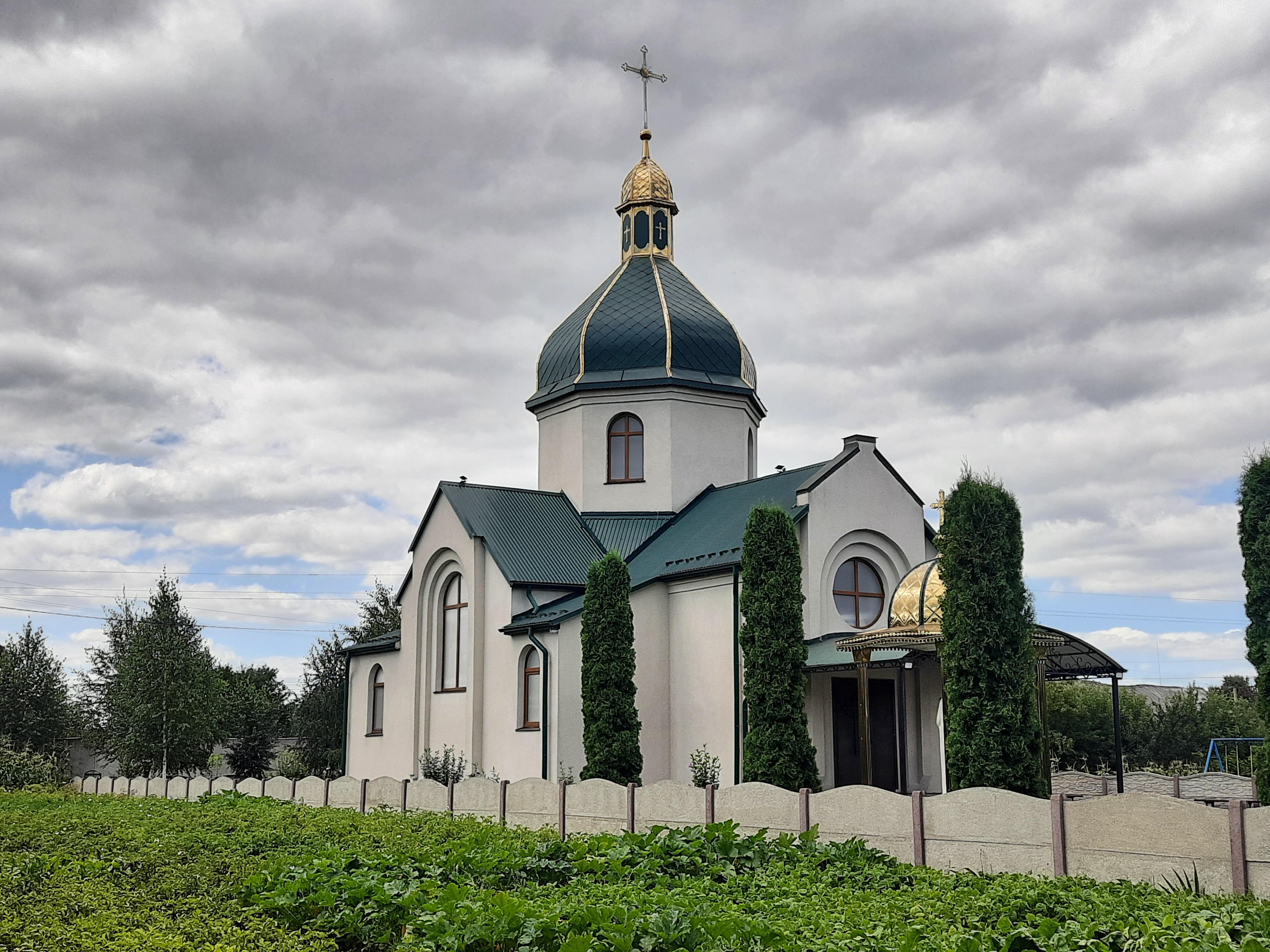
Церковь
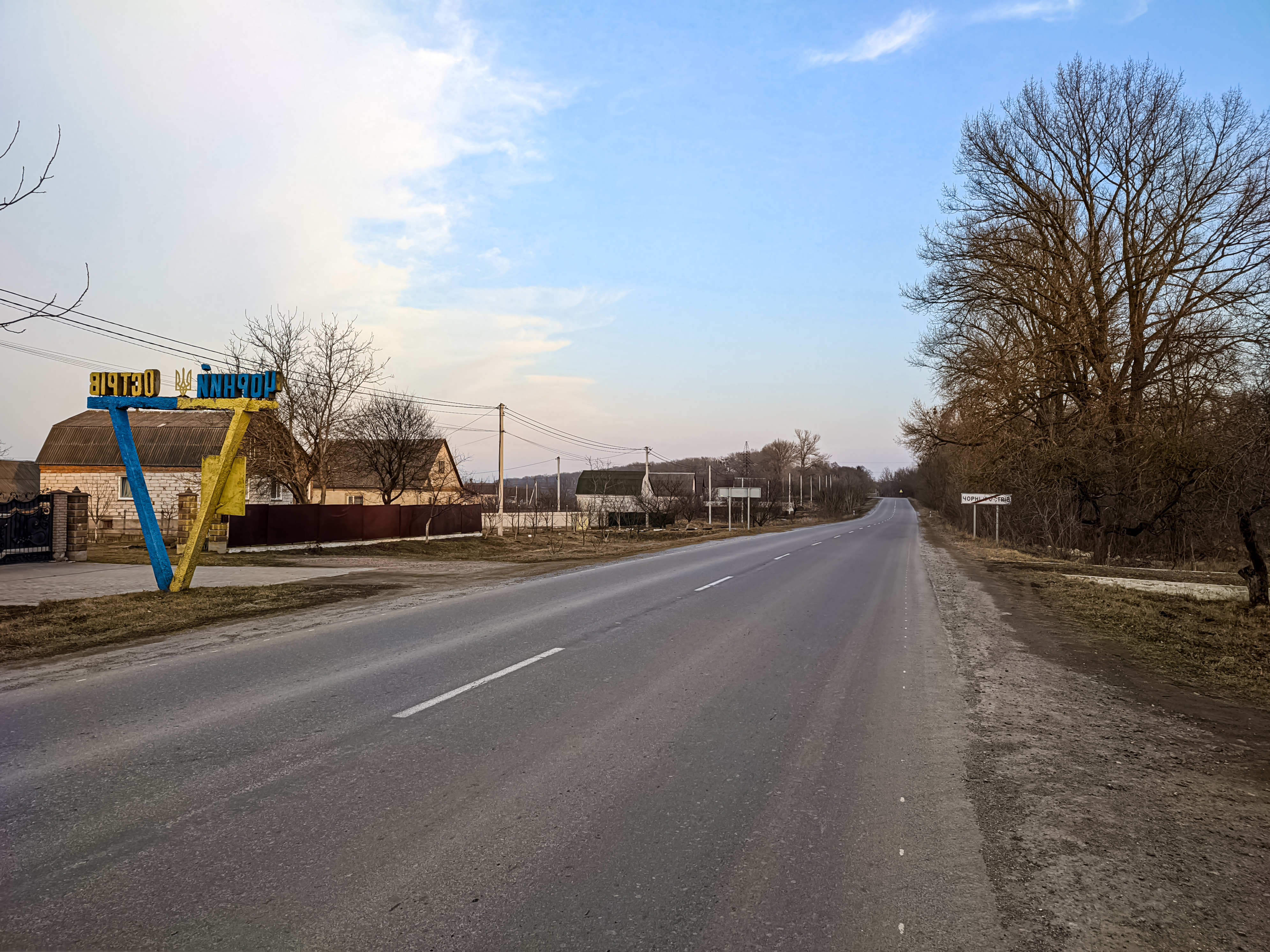
На улице села